# Szenthelyi Judit
Szenthelyi Judit (Budapest, 1943. október 26.) magyar zongoraművész, a Liszt Ferenc Zeneművészeti Egyetem korrepetítora, Szenthelyi Miklós hegedűművész nővére.

## Élete
12 éves korában kivételes tehetségként nyert felvételt a Zeneakadémiára, majd Hernádi Lajos tanítványaként kapott zongoraművészi és tanári diplomát. Mint kamarapartner, testvérén, Szenthelyi Miklóson kívül sok előadóművésszel, köztük más hegedűsökkel, például Kovács Dénessel, csellistákkal és énekesekkel is dolgozott együtt, és Európában, Amerikában, valamint Ázsiában is turnézott. 80. születésnapja alkalmából jubileumi koncertet szerveztek számára, amely a Fővárosi Szabó Ervin Könyvtár Ötpacsirta Szalonjában került megrendezésre. Jelenleg is a Zeneakadémia tanára és zongorakísérője.

## Díjai
- Szocialista kultúráért díj

- A Magyar Köztársasági Érdemrend lovagkeresztje (2009)